# 2872 Gentelec
2872 Gentelec là một tiểu hành tinh vành đai chính với chu kỳ quỹ đạo là 1656.9404264 ngày (4.54 năm).
Nó được phát hiện ngày 5 tháng 9 năm 1981.